# Scott Bradley
Pour les articles homonymes, voir Bradley.
Scott Bradley est un compositeur américain né le 26 novembre 1891 à Russellville, en Arkansas (États-Unis), décédé le 27 avril 1977 à Chatsworth (États-Unis).
Il est célèbre pour avoir composé la musique de dessins animés de la Metro-Goldwyn-Mayer, notamment Tom et Jerry, Droopy et certains cartoons de Tex Avery tels Blitz Wolf en 1942.

## Biographie
Il étudie au conservatoire le cor anglais, la composition et le piano. Il est un temps l'élève d'Arnold Schönberg avant de commencer à composer pour Hugh Harman et Rudy Ising qui furent engagés pour produire des dessins animés pour la MGM, studio où il passa toute sa carrière jusqu'à sa retraite en 1957.

## Filmographie
- 1928 : Don't Marry de James Tinling
- 1931 : The New Car
- 1931 : Movie Mad
- 1931 : Africa Squeaks
- 1932 : Fire! Fire!
- 1932 : The Office Boy
- 1932 : Room Runners
- 1932 : Stormy Seas
- 1932 : Phoney Express
- 1934 : The Discontented Canary
- 1934 : The Old Pioneer
- 1934 : Tale of the Vienna Woods
- 1934 : Bosko's Parlor Pranks
- 1934 : Toyland Broadcast
- 1935 : Hey, Hey Fever
- 1935 : When the Cat's Away
- 1935 : The Calico Dragon
- 1935 : The Chinese Nightingale
- 1935 : Poor Little Me
- 1935 : Good Little Monkeys
- 1935 : Barnyard Babies
- 1935 : The Old Plantation
- 1935 : Honeyland
- 1935 : Alias St. Nick
- 1935 : Run, Sheep, Run
- 1936 : Bottles
- 1936 : The Early Bird and the Worm
- 1936 : The Old Mill Pond
- 1936 : Two Little Pups
- 1936 : The Old House
- 1936 : The Pups' Picnic
- 1936 : To Spring
- 1936 : Little Cheeser
- 1936 : The Pups' Christmas
- 1937 : Circus Daze
- 1937 : Swing Wedding
- 1937 : Bosko's Easter Eggs
- 1937 : Little Ol' Bosko and the Pirates
- 1937 : The Hound and the Rabbit
- 1937 : The Wayward Pups
- 1937 : Little ol' Bosko and the Cannibals
- 1937 : Little Buck Cheeser
- 1938 : Little ol' Bosko in Bagdad
- 1938 : Pipe Dreams
- 1938 : Cleaning House
- 1938 : The Little Bantamweight
- 1938 : Blue Monday
- 1938 : Poultry Pirates
- 1938 : The Captain's Pup
- 1938 : A Day at the Beach
- 1938 : What a Lion!
- 1938 : The Pygmy Hunt
- 1938 : Old Smokey
- 1938 : Buried Treasure
- 1938 : The Winning Ticket
- 1938 : The Honduras Hurricane
- 1938 : Baby Kittens
- 1938 : Merbabies
- 1938 : The Captain's Christmas
- 1939 : Petunia Natural Park
- 1939 : Seal Skinners
- 1939 : Mama's New Hat
- 1939 : Jitterbug Follies
- 1939 : The Little Goldfish
- 1939 : Art Gallery
- 1939 : The Bear That Couldn't Sleep
- 1939 : Goldilocks and the Three Bears
- 1939 : The Bookworm
- 1939 : One Mother's Family
- 1939 : Peace on Earth
- 1939 : The Mad Maestro
- 1940 : The Fishing Bear
- 1940 : Puss Gets the Boot
- 1940 : Home on the Range
- 1940 : A Rainy Day with the Bear Family
- 1940 : Swing Social
- 1940 : Tom Turkey and His Harmonica Humdingers
- 1940 : The Milky Way
- 1940 : Romeo in Rhythm
- 1940 : Papa Gets the Bird
- 1940 : The Homeless Flea
- 1940 : Gallopin' Gals
- 1940 : The Lonesome Stranger
- 1940 : Mrs. Ladybug
- 1941 : Abdul the Bulbul Ameer
- 1941 : The Prospecting Bear
- 1941 : The Little Mole
- 1941 : The Goose Goes South
- 1941 : Dance of the Weed
- 1941 : The Alley Cat
- 1941 : The Midnight Snack
- 1941 : Little Cesario
- 1941 : Officer Pooch
- 1941 : The Rookie Bear
- 1941 : The Flying Bear
- 1941 : The Night Before Christmas
- 1941 : The Field Mouse
- 1942 : Fraidy Cat
- 1942 : The Hungry Wolf
- 1942 : The First Swallow
- 1942 : The Bear and the Beavers
- 1942 : Dog Trouble
- 1942 : Little Gravel Voice
- 1942 : Puss n' Toots
- 1942 : Bats in the Belfry
- 1942 : The Bowling Alley-Cat
- 1942 : Blitz Wolf
- 1942 : The Early Bird Dood It!
- 1942 : Chips Off the Old Block
- 1942 : Fine Feathered Friend
- 1942 : Wild Honey
- 1942 : Barney Bear's Victory Garden
- 1943 : Sufferin' Cats
- 1943 : Bah Wilderness
- 1943 : Dumb-Hounded
- 1943 : The Boy and the Wolf
- 1943 : Red Hot Riding Hood
- 1943 : The Lonesome Mouse
- 1943 : Who Killed Who? (en)
- 1943 : The Yankee Doodle Mouse
- 1943 : The Uninvited Pest
- 1943 : One Ham's Family
- 1943 : War Dogs
- 1943 : The Stork's Holiday
- 1943 : What's Buzzin' Buzzard?
- 1943 : Baby Puss
- 1944 : Innertube Antics
- 1944 : The Zoot Cat
- 1944 : Casse-noisettes et ses copains (Screwball Squirrel)
- 1944 : Batty Baseball
- 1944 : The Million Dollar Cat
- 1944 : The Tree Surgeon
- 1944 : Duel dans les bois (Happy-Go-Nutty)
- 1944 : Jerry garde du corps (The Bodyguard)
- 1944 : Bear Raid Warden
- 1944 : Big Heel-Watha
- 1944 : Puttin' on the Dog
- 1944 : Jerry ne se laisse pas faire (Mouse Trouble)
- 1944 : Barney Bear's Polar Pest
- 1945 : The Screwy Truant
- 1945 : The Unwelcome Guest
- 1945 : Jerky Turkey
- 1945 : The Shooting of Dan McGoo
- 1945 : Tee for Two
- 1945 : Swing Shift Cinderella
- 1945 : Flirty Birdy
- 1945 : Wild and Woolfy
- 1945 : Quiet Please!
- 1946 : Tom et Jerry au piano (The Cat Concerto)
- 1946 : Lonesome Lenny
- 1946 : Springtime for Thomas
- 1946 : The Milky Waif
- 1946 : The Hick Chick
- 1946 : Trap Happy
- 1946 : Le Courage de Lassie (Courage of Lassie)
- 1946 : Northwest Hounded Police
- 1946 : Solid Serenade
- 1946 : Henpecked Hoboes
- 1947 : Cat Fishin'
- 1947 : Part Time Pal
- 1947 : Hound Hunters
- 1947 : Les Gardiens de la forêt (Red Hot Rangers)
- 1947 : Dr. Jekyll and Mr. Mouse
- 1947 : Salt Water Tabby
- 1947 : Uncle Tom's Cabaña
- 1947 : Le Triomphe de Jerry (A Mouse in the House)
- 1947 : Slap Happy Lion
- 1947 : The Invisible Mouse
- 1947 : King-Size Canary
- 1948 : Le Petit Orphelin (The Little Orphan)
- 1948 : The Bear and the Bean
- 1948 : What Price Fleadom
- 1948 : Kitty Foiled
- 1948 : Little 'Tinker
- 1948 : The Bear and the Hare
- 1948 : The Truce Hurts
- 1948 : Half-Pint Pygmy
- 1948 : Old Rockin' Chair Tom
- 1948 : Lucky Ducky
- 1948 : Professor Tom
- 1948 : The Cat That Hated People
- 1948 : Mouse Cleaning
- 1949 : Goggle Fishing Bear
- 1949 : Bad Luck Blackie
- 1949 : Polka-Dot Puss
- 1949 : Señor Droopy
- 1949 : Hatch Up Your Troubles
- 1949 : The House of Tomorrow
- 1949 : Heavenly Puss
- 1949 : Doggone Tired
- 1949 : Wags to Riches
- 1949 : The Cat and the Mermouse
- 1949 : Little Rural Riding Hood
- 1949 : Jerry's Diary
- 1949 : Out-Foxed
- 1949 : Tennis Chumps
- 1949 : The Counterfeit Cat
- 1950 : Jerry's Cousin
- 1950 : Saturday Evening Puss
- 1950 : The Yellow Cab Man
- 1950 : Ventriloquist Cat
- 1950 : The Cuckoo Clock
- 1950 : Garden Gopher
- 1950 : The Chump Champ
- 1950 : The Peachy Cobbler (ru)
- 1951 : The Two Mouseketeers
- 1951 : Le Chant du coq (Cock-a-Doodle Dog)
- 1951 : Daredevil Droopy
- 1951 : Droopy's Good Deed
- 1951 : Symphony in Slang
- 1951 : His Mouse Friday
- 1951 : Car of Tomorrow
- 1951 : Droopy's Double Trouble
- 1952 : Little Johnny Jet
- 1952 : Johann Mouse
- 1952 : Magical Maestro
- 1952 : Smitten Kitten
- 1952 : One Cab's Family
- 1952 : Rock-a-Bye Bear
- 1952 : Caballero Droopy
- 1952 : Cruise Cat
- 1952 : The Little Wise Quacker
- 1952 : Busybody Bear
- 1953 : The Missing Mouse
- 1953 : Barney's Hungry Cousin
- 1953 : Cobs and Robbers
- 1953 : Heir Bear
- 1953 : T.V. of Tomorrow
- 1953 : Wee-Willie Wildcat
- 1953 : Half-Pint Palomino
- 1953 : The Three Little Pups (en)
- 1954 : Drag-A-Long Droopy
- 1954 : The Impossible Possum
- 1954 : Billy Boy
- 1954 : Little School Mouse
- 1954 : Sleepy-Time Squirrel
- 1954 : Homesteader Droopy
- 1954 : Bird-Brain Bird Dog
- 1954 : Farm of Tomorrow
- 1954 : The Flea Circus
- 1954 : Dixieland Droopy
- 1954 : Touché, Pussy Cat!
- 1955 : Field and Scream
- 1955 : The First Bad Man
- 1955 : Deputy Droopy
- 1955 : La Petite Évasion (Cellbound)
- 1955 : Good Will to Men
- 1956 : The Egg and Jerry
- 1956 : Millionaire Droopy
- 1957 : Cat's Meow
- 1957 : Tops with Pops
- 1957 : Courir à la fourrière (Give and Tyke)
- 1957 : Grin and Share It
- 1957 : Feedin' the Kiddie
- 1957 : Scat Cats
- 1957 : Drôle de corrida (Mucho Mouse)
- 1957 : Blackboard Jumble
- 1957 : Droopy chevalier (One Droopy Knight)
- 1958 : Sheep Wrecked
- 1958 : Mutts About Racing
- 1958 : Le Caneton invisible (The Vanishing Duck)
- 1958 : Tom et Jerry Robin des Bois (Robin Hoodwinked)
- 1958 : Droopy Leprechaun